# The Elephant Whisperers
The Elephant Whisperers (bra: Como Cuidar de um Bebê Elefante) é um curta-metragem documental indiano-estadunidense dirigido pela documentarista Kartiki Gonsalves em sua estreia na direção lançado em 2022. O documentário é sobre o vínculo que se desenvolve entre um casal e um bebê elefante órfão, Raghu, que foi confiado aos seus cuidados. Produzido pela Sikhya Entertainment, o filme teve sua estreia mundial em 9 de novembro de 2022 no DOC NYC Film Festival, festival de cinema documental nos Estados Unidos. Antes de ser lançado pela Netflix globalmente em 8 de dezembro de 2022. No dia 24 de Janeiro de 2023 foi indicado ao Oscar de melhor documentário de curta-metragem na 95º cerimônia do Oscar.

## Sinopse
The Elephant Whisperers conta a história de um casal indígena, Bomman e Belli, a quem é confiado um bebê elefante órfão chamado Raghu. Eles se esforçam ao máximo para garantir que o bebê frágil e ferido sobreviva e se torne saudável. Um forte vínculo se desenvolve entre o casal e o elefante. Situado no Parque Nacional Mudumalai, no sul da Índia, o documentário também destaca a beleza natural do local. E explora a vida dos povos tribais em harmonia com a natureza.

## Produção
Kartiki Gonsalves passou cinco anos acompanhando essa família para fazer esse documentário.

## Recepção

### Resposta da Crítica
Romey Norton, do Ready Steady Cut, avaliou o filme com 3,5 de 5 e disse que "Ele dá um soco pequeno e definitivamente vale a pena assistir, especialmente se você ama elefantes". A crítica de Poulomi Das para o Firstpost afirma que "a narrativa é bastante direta, a narrativa consegue ser simultaneamente gentil e persuasiva". Elogiando a cinematografia, Das escreveu, "o filme é elevado por sua impressionante cinematografia". E opinou que "Grande parte da beleza do filme está no amadurecimento discreto da narrativa do filme, que traça amplos paralelos entre humanos e animais." Ainda acrescentou que The Elephant Whisperers "é, em última análise, uma história de amor sobre o poder da comunidade" e concluiu dizendo: "o filme defende a dignidade de - todos os tipos de - vida". Manjeet Singh, da Leisure Byte, ao revisar o filme, elogiou a escrita do filme, "o documentário completo parece mais uma experiência que precisa ser sentida do que apenas para ser vista." Singh opinou que "O docufilm é capaz de fazer você chorar, ou até soluçar" e é "a melhor apresentação do ano".

### Prêmios e Indicações
| Prêmio                          | Data da cerimônia      | Categoria                                     | Indicado(s)                     | Resultado       | Referências          |
| ------------------------------- | ---------------------- | --------------------------------------------- | ------------------------------- | --------------- | -------------------- |
| Academy Awards                  | 12 de Março de 2023    | Melhor documentário de curta-metragem         | Kartiki Gonsalves, Guneet Monga | Venceu          | [ 13 ] [ 14 ] [ 15 ] |
| DOC NYC                         | 9 de Novembro de 2022  | Curtas: Change Makers                         | The Elephant Whisperers         | Pré-selecionado | [ 16 ]               |
| Hollywood Music in Media Awards | 16 de Novembro de 2022 | Trilha Sonora – Curta Metragem (Documentário) | Sven Faulconer                  | Indicado        | [ 17 ]               |
| IDA Documentary Awards          | 10 de Dezembro de 2022 | Melhor Curta Documental                       | The Elephant Whisperers         | Indicado        | [ 18 ]               |